# آمپیم
آمپیم (به انگلیسی: Empyema) عبارت است از تجمع چرک در یکی از حفرات طبیعی بدن مانند پرده جنب (فضای اطراف ریه‌ها). آن را باید از آبسه، که تجمع چرک در حفره تازه تشکیل شده‌است افتراق داد. 
آمپیم معمولاً عارضه‌ای از عفونت‌های ریه یا قفسه سینه مثل ذات‌الریه و سل می‌باشد که به دنبال گسترش عفونت به پرده جنب رخ می‌دهد. در رحم، مننژ، آپاندیسیت و مفاصل نیز آمپیم دیده می‌شود. 

## علایم شایع
علائم آمپیم پلورال عبارتند از : سرفه، تب، درد قفسه سینه، تعریق و کوتاهی تنفس shortness of breath .درد قفسه سینه غالباً با سرفه یا تنفس بدتر می‌شود. درد ممکن است به قسمت پایینی قفسه سینه یا شکم گسترش یابد . تنفس تند و سطحی است. 
برای تشخیص آزمایش چرک آسپیره شده و کشت آن و نیز رادیوگرافی قفسه سینه انجام می‌گیرد. ابزارهای تشخیصی دیگر عبارتند از شمارش گلبول‌های سفید خون، سی تی اسکن و سونوگرافی.

## درمان
درمان موفقیت‌آمیز به بیماری زمینه‌ساز بستگی دارد. خارج کردن چرک از فضای تجمع آن باعث تسریع بهبودی می‌شود.درمان معمولاً شامل جراحی برای باز کردن حفره عفونی شده و تخلیه چرک به خصوص اگر چرک هنوز مایع باشد است. این روش توراکوسنتز نامیده می‌شود. 
هنگامی که چرک مایع، ضخیم و loculated شود، یک جراحی درمانی قفسه سینه به نام thoracotomy با decortication مورد نیاز است. این شامل باز کردن قفسه سینه، خارج کردن مایع، تمیز کردن مواد ضخیم عفونی از ریه و سپس قرار دادن لوله قفسه سینه در حالی که عفونت (معمولاً با کمک آنتی بیوتیک) clears می‌شود. برای درمان معمولاً به تجویز دوز بالای آنتی‌بیوتیک نیاز است و بیمار غالباً باید بستری شود.